# Mount Saint Catherine
Mount Saint Catherine (840 m n. m.) je neaktivní stratovulkán na karibském ostrově Grenada. S výškou 840 metrů je zároveň nejvyšší horou ostrova. Sopka se nachází v severní části Grenady a je nejmladším z pětice pliocéno-pleistocenních vulkanických center.
Stáří poslední erupce není známé, ale troskové kužele, nacházející se v blízkosti vesnice Radix, nejsou starší než 1000 roků. Na vícero místech masívu Mount Saint Catherine se nacházejí aktivní fumaroly.